# 永岡萌
永岡 萌（ながおか もえ、1999年6月7日 - ）は、日本の女子ラグビーユニオン選手。

## プロフィール
- 大阪府出身[1]。
- ポジションはフランカー(FL)、ナンバーエイト(No8)。
- 身長 163cm、体重 65kg
- 女子日本代表キャップは2。（2022年5月現在）

## 略歴
2018年、石見智翠館高校卒業後、流通経済大学に入る。
2019年7月13日に行われた女子オーストラリア遠征女子オーストラリア代表戦にて途中出場で女子日本代表初キャップを獲得した。
2022年、流通経済大学卒業後、YOKOHAMA TKMに入る。